# Darłowo (grodzisko)
Darłowo (grodzisko) – grodzisko położone w miejscu, gdzie obecnie znajduje się średniowieczny zamek książęcy. Grodzisko jest położone w południowo-zachodniej części Darłowa (woj. zachodniopomorskie), bezpośrednio na wschód od rzeki Wieprzy. Trudno dokładnie ustalić wiek grodziska, przyjmuje się okres wczesnośredniowieczny i późnośredniowieczny.

## Opis grodziska
Obecnie jest to teren zabudowany.
Uwagi: W rejonie Darłowa dopatrywano się istnienia grodziska jedynie w oparciu o występujące w źródłach pisanych (1215) nazwy Dirlov i Dirlova. Nie zostało ono jednak nigdy poświadczone źródłami archeologicznymi. Różni badacze domyślali się jego istnienia w trzech następujących miejscach: a) płaski, pobagienny teren w odległości około 1,7 km na północny zachód od skraju zabudowy Darłowa, b) 0,4 km na południowy wschód od ujścia rzeki Wieprzy i c) bezpośrednio na wschód od szosy Darłowo.

## Znaleziska
W 13 wykopach odkryto fundamenty zamku, bruki kamienne, spaleniznę i nieokreśloną ilość kości zwierzęcych oraz ułamków naczyń glinianych, wyłącznie toczonych. W żadnym z wykopów nie uchwycono calca.